# Budynek Zgromadzenia Narodowego Republiki Serbskiej
Budynek Zgromadzenia Narodowego Republiki Serbskiej – budynek w Banja Luce, w Republice Serbskiej, w Bośni i Hercegowinie. Został otwarty 30 czerwca 1973 roku jako Dom Wojska, od 2000 roku pełni rolę siedziby obrad Zgromadzenia Narodowego, jednoizbowego parlamentu Republiki Serbskiej (jednej z części składowych Bośni i Hercegowiny).
Po trzęsieniu ziemi w 1969 roku w centrum Banja Luki powstały nowe budynki, wśród których był tzw. „Dom Wojska”, uroczyście otwarty 30 czerwca 1973 roku. Autorem projektu tego obiektu był architekt Kasim Osmančević. Budynek posiadał ponad 7000 m² powierzchni użytkowych i mieścił m.in. halę koncertową z widownią na 500 osób, salę konferencyjną i bibliotekę. Obiekt spełniał swoje pierwotne cele kulturowe i edukacyjne do czasu wybuchu wojny w 1992 roku. Po wojnie wnętrza zostały przebudowane w celu adaptacji na potrzeby parlamentu Republiki Serbskiej. Od 2000 roku budynek służy za siedzibę Zgromadzenia Narodowego Republiki Serbskiej.